# Peperomia macraeana
Peperomia macraeana är en pepparväxtart som beskrevs av Casimir Pyrame de Candolle.
Peperomia macraeana ingår i släktet peperomior och familjen pepparväxter. Inga underarter finns listade i Catalogue of Life.